# 约翰·赖利
约翰·赖利（英語：John Riley，1964年2月14日—），美国男子赛艇运动员。他曾代表美国参加世界赛艇锦标赛，获得一枚金牌和一枚铜牌。他也曾参加1992年夏季奥林匹克运动会。